# Рахим Бурхан
Рахим Бурхан (мкд. Рахим Бурхан; рођен 24. новембар 1949) је македонски позоришни редитељ.

## Биографија
Рођен је 24. новембра 1949. у Скопљу. Завршио је Југословенску филмску школу. Постао је познат као оснивач 1970. године и уметнички директор јединог европског ромског позоришта „Пралипе”. У својим позоришним представама је радио на политичким темама, као што су питања положаја националних мањина у државама и насиље према етничким групама или тражиоцима азила. Његова прва представа 1971. године је награђена признањима града Скопља и Републике Северне Македоније што га је подстакло да представе изводи на ромском језику у циљу очувања језика и културе Рома и подршке њиховом самопоштовању и интеграцији културе у Европи. У Немачкој је позориште „Пралипе” постало познато нарочито захваљујући сарадњи са позориштем у Милхајму на Руру. Сарадња је започета представама Ratvale Bijava Федерика Гарсије Лорке и Marat/Sade Петера Вајса, које су своју премијеру имале у позоришту у Милхајму на Руру 1991. године. Бурхан је посетио низ градова у Немачкој, Холандији и Швајцарској са слоганом „Роми су се вратили”. Позориште у Милхајму на Руру и „Пралипе” су се залагали против дискриминације странаца у Немачкој. Ratvale Bijava је приказивана на ромској сцени у око петнаест градова, међу којима су Хале, Хојерсверда, Либек, Магдебург, Минхен и Росток. Након представа, глумци су настојали да покрену разговоре са публиком. Са својим позориштем је 1998. године позван на Међународни позоришни фестивал MESS у Сарајеву. Прослављајући десет година сарадње, 2001. године је организован фестивал „10 година ромског позоришта Пралипе”. Поред осталих представа, приказана је и изложба „Боје ромске деце” и организоване су дискусије.